# Irene Ferreiro

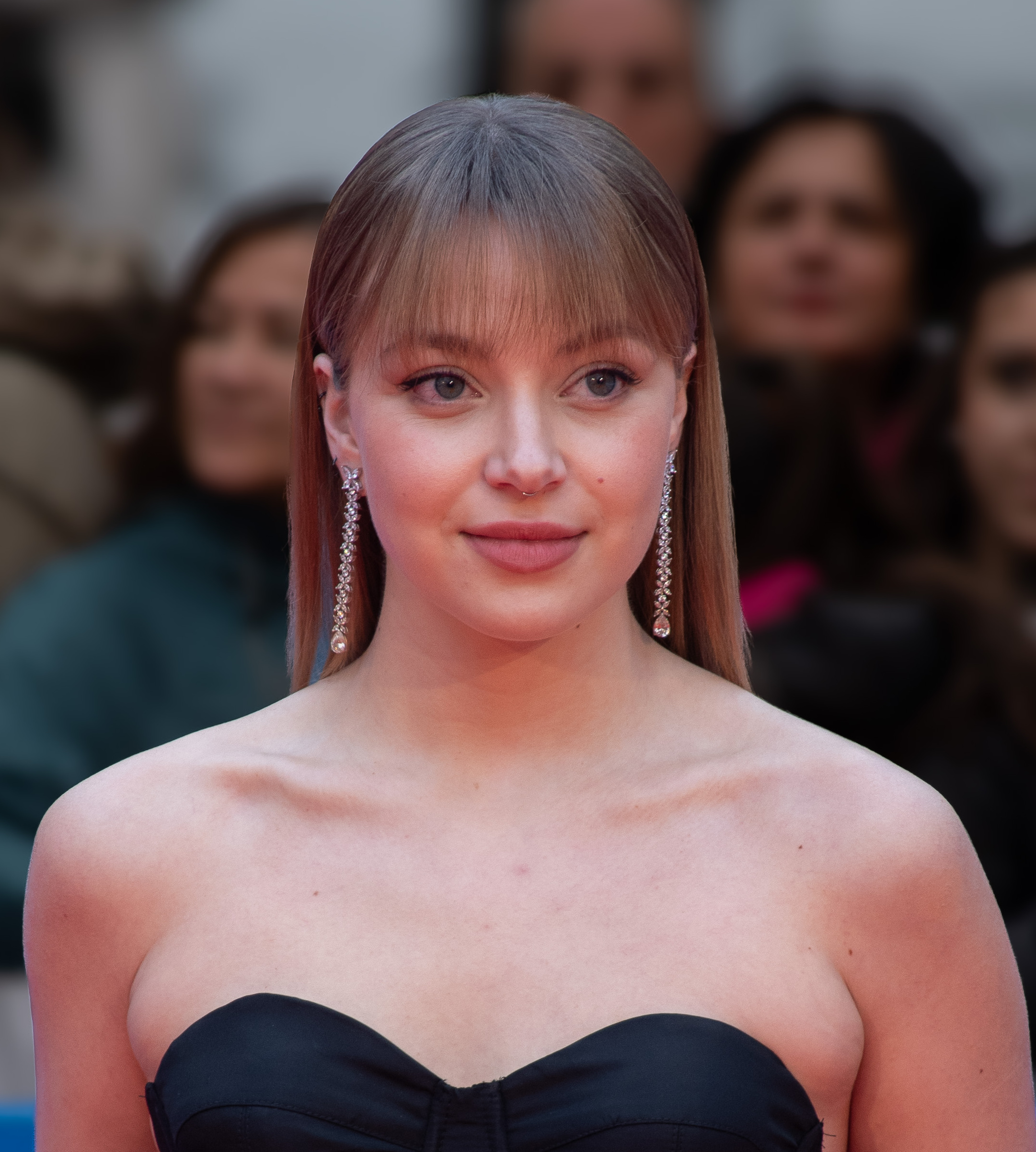
Irene Ferreiro, 2024

Irene Ferreiro García (* 14. Mai 2001 in Madrid) ist eine spanische Schauspielerin.

## Leben und Karriere
Irene Ferreiro wurde am 14. Mai 2001 in Madrid geboren. Bereits in ihre Kindheit interessierte sie sich für das Schauspiel. 2017 trat sie im Musikvideo „Keep On Falling“ von Manel Navarro auf. Ihr Debüt gab sie 2018 in dem Film Noche de paz. Von 2018 bis 2022 spielte sie in der Serie Skam España mit. Anschließend wurde sie 2019 für die Serie Circular gecastet. 2022 bekam Ferreiro in dem Film Piggy die Hauptrolle.

## Filmografie
Filme
- 2018: Noche de paz
- 2022: Piggy

Serien
- 2018–2020: Skam España
- 2019: Circular